# Argentinië op het wereldkampioenschap voetbal 2006
Argentinië was een van de landen die meedeed aan het wereldkampioenschap 2006 in Duitsland. Het zat in groep C met Nederland, Ivoorkust en Servië en Montenegro. Het was voor Argentinië de 14e keer dat het deelnam aan het eindtoernooi. De beste prestaties haalde Argentinië in 1978, toen het in eigen land in de finale Nederland versloeg met 3-1 na verlengingen en 1986 toen Duitsland in Mexico verslagen werd en Argentinië wederom wereldkampioen werd. In 1930 en 1990 werd de finale gehaald, maar verloren.

## Kwalificatie
Als lid van de CONMEBOL moest Argentinië zich zien te kwalificeren via de voorrondes in Zuid-Amerika. Aangezien de CONMEBOL een beperkt aantal lidstaten heeft en er bovendien geen kwalificatierondes zijn voor de Copa America, wordt de gehele periode tussen een jaar na het einde van het vorige WK en een half jaar voor het begin van het volgende WK gebruikt voor het kwalificatietoernooi. De tien landen spelen zowel een uit- als een thuisduel tegen elkaar. De landen die bij de eerste vier eindigen zijn automatisch geplaatst voor het eindtoernooi. De nummer vijf speelt een play-off tegen de kampioen van Oceanië.
Vanaf het begin van het kwalificatietoernooi nestelde Argentinië zich in de top. De eerste wedstrijd werd nog met 2-2 gelijk gespeeld tegen Chili, maar al snel volgden een aantal overwinningen. De eerste nederlaag kwam op 2 juni 2004, en was een pijnlijke. Rivaal Brazilië versloeg Argentinië in de Mineirão in Belo Horizonte (Brazilië) met 3-1. Argentinië herstelde zich echter snel van deze nederlaag, en waar Brazilië steekjes liet vallen kreeg Argentinië de leiding in de kwalificatie in handen. Kroon op de kwalificatie was de wedstrijd in Buenos Aires aan de vooravond van de Confederations Cup. Brazilië werd weggespeeld en verloor kansloos met 3-1. In de laatste wedstrijd, toen Argentinië al lang en breed gekwalificeerd was, verloor het van Uruguay, dat daardoor zeker was van een plaats in de play-offs. Daarmee passeerde rivaal Brazilië echter wel Argentinië op de ranglijst op doelsaldo.

### Wedstrijden
| 6 september, 2003 | Argentinië | 2 – 2 | Chili      |
| 9 september, 2003 | Venezuela  | 0 – 3 | Argentinië |
| 15 november, 2003 | Argentinië | 3 – 0 | Bolivia    |
| 19 november, 2003 | Colombia   | 1 – 1 | Argentinië |
| 30 maart, 2004    | Argentinië | 1 – 0 | Ecuador    |
| 2 juni, 2004      | Brazilië   | 3 – 1 | Argentinië |
| 6 juni, 2004      | Argentinië | 0 – 0 | Paraguay   |
| 4 september, 2004 | Peru       | 1 – 3 | Argentinië |
| 9 oktober, 2004   | Argentinië | 4 – 2 | Uruguay    |
| 13 oktober, 2004  | Chili      | 0 – 0 | Argentinië |
| 17 november, 2005 | Argentinië | 3 – 2 | Venezuela  |
| 26 maart, 2005    | Bolivia    | 1 – 2 | Argentinië |
| 30 maart, 2005    | Argentinië | 1 – 0 | Colombia   |
| 4 juni, 2005      | Ecuador    | 2 – 0 | Argentinië |
| 8 juni, 2005      | Argentinië | 3 – 1 | Brazilië   |
| 3 september, 2005 | Paraguay   | 1 – 0 | Argentinië |
| 9 oktober, 2005   | Argentinië | 2 – 0 | Peru       |
| 12 oktober, 2005  | Uruguay    | 1 – 0 | Argentinië |

### Eindstand
| Land       | Wed | Win | Gel | Ver | DV | DT | +/- | Pnt |
| ---------- | --- | --- | --- | --- | -- | -- | --- | --- |
| Brazilië   | 18  | 9   | 7   | 2   | 35 | 17 | +18 | 34  |
| Argentinië | 18  | 10  | 4   | 4   | 29 | 17 | +12 | 34  |
| Ecuador    | 18  | 8   | 4   | 6   | 23 | 19 | +4  | 28  |
| Paraguay   | 18  | 8   | 4   | 6   | 23 | 23 | 0   | 28  |
| Uruguay    | 18  | 6   | 7   | 5   | 23 | 28 | –5  | 25  |
| Colombia   | 18  | 6   | 6   | 6   | 24 | 16 | +8  | 24  |
| Chili      | 18  | 5   | 7   | 6   | 18 | 22 | –4  | 22  |
| Venezuela  | 18  | 5   | 3   | 10  | 20 | 28 | –8  | 18  |
| Peru       | 18  | 4   | 6   | 8   | 20 | 28 | –8  | 18  |
| Bolivia    | 18  | 4   | 2   | 12  | 20 | 37 | –17 | 14  |

## Selectie
| Naam                  | Club                    | W |   |
| --------------------- | ----------------------- | - | - |
| Keepers               |                         |   |   |
| Roberto Abbondanzieri | Boca Juniors            | 5 | 0 |
| Leo Franco            | Atlético Madrid         | 4 | 0 |
| Óscar Ustari          | Independiente           | 0 | 0 |
| Verdedigers           |                         |   |   |
| Roberto Ayala         | Valencia CF             | 5 | 1 |
| Juan Pablo Sorín      | Villarreal CF           | 4 | 0 |
| Fabricio Coloccini    | Deportivo La Coruña     | 2 | 0 |
| Gabriel Heinze        | Manchester United FC    | 4 | 0 |
| Lionel Scaloni        | West Ham United FC      | 1 | 0 |
| Gabriel Milito        | Real Zaragoza           | 1 | 0 |
| Leandro Cufré         | AS Roma                 | 1 | 0 |
| Nicolás Burdisso      | Internazionale          | 3 | 0 |
| Middenvelders         |                         |   |   |
| Esteban Cambiasso     | Internazionale          | 5 | 1 |
| Javier Mascherano     | SC Corinthians Paulista | 5 | 0 |
| Juan Román Riquelme   | Villarreal CF           | 5 | 0 |
| Pablo Aimar           | Valencia CF             | 3 | 0 |
| Maxi Rodríguez        | Atlético Madrid         | 5 | 3 |
| Lucho González        | FC Porto                | 2 | 0 |
| Aanvallers            |                         |   |   |
| Javier Saviola        | Sevilla FC              | 3 | 1 |
| Hernán Crespo         | Chelsea FC              | 4 | 3 |
| Carlos Tévez          | SC Corinthians Paulista | 4 | 1 |
| Rodrigo Palacio       | Boca Juniors            | 1 | 0 |
| Lionel Messi          | FC Barcelona            | 3 | 1 |
| Julio Ricardo Cruz    | Internazionale          | 1 | 1 |
| Bondscoach            |                         |   |   |
| José Pékerman         |                         |   |   |

## Groep C
Groep C was een zogenaamde poule des doods met twee gevestigde landen en twee landen, die in staat waren deze landen uit te kunnen schakelen. Bij Argentinië waren de ogen gericht op het supertalent Lionel Messi, die tijdens het toernooi negentien jaar zou worden, hij zorgde ervoor dat het jeugdteam wereldkampioen werd. Zijn debuut in het Argentijns hoofdteam liep uit op een debacle, hij werd tegen Hongarije uit het veld gestuurd. Hij zou echter vooral reserve staan in een team met spelmaker Juan Román Riquelme, de zoveelste Argentijnse speler die werd gezien als de nieuwe Maradona en doelpuntenmachine Hernán Crespo. Nederland plaatste zich voor het toernooi met een vernieuwde selectie, coach Marco van Basten weigerde gearriveerde vedetten als Clarence Seedorf, Edgar Davids en Patrick Kluivert te selecteren. En poging om de bij Feyenoord spelende Salomon Kalou te naturaliseren werd door minister Verdonk afgewezen. Zijn oorspronkelijke land Ivoorkust was een van de tegenstanders, superspits Didier Drogba was de blikvanger van het team. Servië en Montenegro plaatste zich voor het WK ten koste van België, dat voor de eerste keer sinds 1982 niet meedeed, het zou voor de laatste keer meedoen aan het WK aangezien Montenegro een onafhankelijk land werd.
Argentinië en Ivoorkust waren in de eerste helft gelijkwaardig aan elkaar, maar Argentinië was effectiever in het benutten van de kansen en nam een 2-0 voorsprong door doelpunten van Hernán Crespo en Javier Saviola. In de tweede helft overheerste Ivoorkust, maar het kwam niet verder dan een late tegentreffer van Didier Drogba. Nederland tegen Servië en Montenegro, het duel met het minste aantal toeschouwers op dit toernooi, was een minder verheffende wedstrijd, Nederland won met 1-0 door een treffer van Arjen Robben, die de smaakmaker van de wedstrijd was met individuele acties. Ploeggenoot Robin van Persie had ook kritiek op het spel van zijn teamgenoot, in zijn mening dacht Robben niet altijd aan het teambelang in zijn acties.
Argentinië voerde een galavorstelling op tegen Servië Montenegro: 6-0, de fraaiste treffer was van Esteban Cambiasso, die scoorde na langdurig balbezit en snel combinatiespel. Invaller Messi scoorde zijn eerste goal op een WK en uit frustratie werd de Servische spits Mateja Kežman uit het ved gestuurd na een onbesuisde tackle. Ivoorkust streed voor zijn laatste kans tegen Nederland en had overwicht in het begin van de wedstrijd, totdat Nederland een vrije trap kreeg, die succesvol werd genomen door Robin van Persie. Vlak daarna scoorde Ruud van Nistelrooy na een solo van Arjen Robben. De wedstrijd was echter nog lang niet gelopen, eerst schoot Didier Zokora op de paal, later scoorde Bakari Koné door drie man te passeren. In de tweede helft had Ivoorkust de overhand, de beste kans werd verijdeld door Robin van Persie die een bal van de lijn haalde. Nederland haalde op tandvlees de eindstreep en plaatste zich samen met Argentinië voor de achtste finales. In de laatste wedstrijd stond Ivoorkust voor de derde keer op rij met 0-2 achter, maar nu wonnen de Afrikanen, die een goede indruk maakten maar wel voortijdig uitgeschakeld waren wel: 3-2 van Servië en Montenegro.
| Land                 | Wed | Win | Gel | Ver | DV | DT | +/− | Pnt |
| -------------------- | --- | --- | --- | --- | -- | -- | --- | --- |
| Argentinië           | 3   | 2   | 1   | 0   | 8  | 1  | 7   | 7   |
| Nederland            | 3   | 2   | 1   | 0   | 3  | 1  | 2   | 7   |
| Ivoorkust            | 3   | 1   | 0   | 2   | 5  | 6  | –1  | 3   |
| Servië en Montenegro | 3   | 0   | 0   | 3   | 2  | 10 | –8  | 0   |

|                                               |                        |       |            |                                                                                   |
| 10 juni 2006 «onderlinge duels» 21:00 (UTC+2) | Argentinië             | 2 – 1 | Ivoorkust  | Volksparkstadion, Hamburg Toeschouwers: 49.480 Scheidsrechter: Frank De Bleeckere |
| 10 juni 2006 «onderlinge duels» 21:00 (UTC+2) | Crespo 24' Saviola 38' |       | 82' Drogba | Volksparkstadion, Hamburg Toeschouwers: 49.480 Scheidsrechter: Frank De Bleeckere |

|                                               |                      |            |           |                                                                          |
| 11 juni 2006 «onderlinge duels» 15:00 (UTC+2) | Servië en Montenegro | 0 – 1      | Nederland | Zentralstadion, Leipzig Toeschouwers: 37.216 Scheidsrechter: Markus Merk |
| 11 juni 2006 «onderlinge duels» 15:00 (UTC+2) |                      | 17' Robben |           | Zentralstadion, Leipzig Toeschouwers: 37.216 Scheidsrechter: Markus Merk |

|                                               |                                                                |       |                      |                                                                                   |
| 16 juni 2006 «onderlinge duels» 15:00 (UTC+2) | Argentinië                                                     | 6 – 0 | Servië en Montenegro | Veltins-Arena, Gelsenkirchen Toeschouwers: 52.000 Scheidsrechter: Roberto Rosetti |
| 16 juni 2006 «onderlinge duels» 15:00 (UTC+2) | Rodríguez 6', 41' Cambiasso 31' Crespo 78' Tévez 84' Messi 88' |       |                      | Veltins-Arena, Gelsenkirchen Toeschouwers: 52.000 Scheidsrechter: Roberto Rosetti |

|                                               |                                    |       |             |                                                                                |
| 16 juni 2006 «onderlinge duels» 18:00 (UTC+2) | Nederland                          | 2 – 1 | Ivoorkust   | Mercedes-Benz Arena, Stuttgart Toeschouwers: 52.000 Scheidsrechter: Óscar Ruiz |
| 16 juni 2006 «onderlinge duels» 18:00 (UTC+2) | Van Persie 23' Van Nistelrooij 27' |       | 38' B. Koné | Mercedes-Benz Arena, Stuttgart Toeschouwers: 52.000 Scheidsrechter: Óscar Ruiz |

|                                               |           |       |            |                                                                                         |
| 21 juni 2006 «onderlinge duels» 21:00 (UTC+2) | Nederland | 0 – 0 | Argentinië | Commerzbank-Arena, Frankfurt Toeschouwers: 48.000 Scheidsrechter: Luis Medina Cantalejo |
| 21 juni 2006 «onderlinge duels» 21:00 (UTC+2) |           |       |            | Commerzbank-Arena, Frankfurt Toeschouwers: 48.000 Scheidsrechter: Luis Medina Cantalejo |

|                                               |                                          |       |                      |                                                                             |
| 21 juni 2006 «onderlinge duels» 21:00 (UTC+2) | Ivoorkust                                | 3 – 2 | Servië en Montenegro | Allianz Arena, München Toeschouwers: 66.000 Scheidsrechter: Marco Rodríguez |
| 21 juni 2006 «onderlinge duels» 21:00 (UTC+2) | Dindane 37' (pen.), 67' Kalou 86' (pen.) |       | 10' Žigić 20' Ilić   | Allianz Arena, München Toeschouwers: 66.000 Scheidsrechter: Marco Rodríguez |

### Achtste finale
|                     |                          |            |            |                                                                                             |
| 24 juni, 2006 21:00 | Argentinië               | 2 – 1 (nv) | Mexico     | Zentralstadion, Leipzig Toeschouwers: 43.000 Scheidsrechter: Massimo Busacca ( Zwitserland) |
| 24 juni, 2006 21:00 | Crespo 10' Rodríguez 98' |            | Márquez 6' | Zentralstadion, Leipzig Toeschouwers: 43.000 Scheidsrechter: Massimo Busacca ( Zwitserland) |

### Kwartfinale
|                     |           |            |            |                                                                                        |
| 30 juni, 2006 17:00 | Duitsland | 1 – 1 (nv) | Argentinië | Olympiastadion, Berlijn Toeschouwers: 72.000 Scheidsrechter: Ľuboš Micheľ ( Slowakije) |
| 30 juni, 2006 17:00 | Klose 80' |            | 49' Ayala  | Olympiastadion, Berlijn Toeschouwers: 72.000 Scheidsrechter: Ľuboš Micheľ ( Slowakije) |

|                                    |       | strafschoppen                  |  |
| Neuville Ballack Podolski Borowski | 4 – 2 | Cruz Ayala Rodríguez Cambiasso |  |

## Wedstrijden gedetailleerd
WK voetbal 2006 (Groep C) Argentinië - Ivoorkust
WK voetbal 2006 (Groep C) Argentinië - Servië en Montenegro
WK voetbal 2006 (Groep C) Nederland - Argentinië
WK voetbal 2006 (1/8e finale) Argentinië - Mexico
WK voetbal 2006 (kwartfinale) Duitsland - Argentinië
AUF · A-internationals · Selecties · Bondscoaches · Argentijns vrouwenelftal · Olympisch elftal · Argentinië U21 · Argentinië U20 · Argentinië U19 · Argentinië U18 · Argentinië U17
1900 – 1909 ·
1910 – 1919 ·
1920 – 1929 ·
1930 – 1939 ·
1940 – 1949 ·
1950 – 1959 ·
1960 – 1969 ·
1970 – 1979 ·
1980 – 1989 ·
1990 – 1999 ·
2000 – 2009 ·
2010 – 2019 ·
2020 − 2029
WK 1930 · 
WK 1934 · 
WK 1958 · 
WK 1962 · 
WK 1966 · 
WK 1974 · 
WK 1978 · 
WK 1982 · 
WK 1986 · 
WK 1990 · 
WK 1994 · 
WK 1998 · 
WK 2002 · 
WK 2006 · 
WK 2010 · 
WK 2014 · 
WK 2018 ·
WK 2022
OS 1928 · 
OS 1988 · 
OS 1996 · 
OS 2004 · 
OS 2008 · 
OS 2016 · 
OS 2020
1902 · 
1903 · 
1904 · 
1905 · 
1906 · 
1907 · 
1908 · 
1909 ·
1910 · 
1911 · 
1912 · 
1913 · 
1914 · 
1915 · 
1916 · 
1917 · 
1918 · 
1919 ·
1920 · 
1921 · 
1922 · 
1923 · 
1924 · 
1925 · 
1926 · 
1927 · 
1928 · 
1929 ·
1930 · 
1931 · 
1932 · 
1933 · 
1934 · 
1935 · 
1936 · 
1937 · 
1938 · 
1939 ·
1940 · 
1941 · 
1942 · 
1943 · 
1944 · 
1945 · 
1946 · 
1947 · 
1948 · 1949 · 
1950 · 
1951 · 
1952 · 
1953 · 
1954 · 
1955 · 
1956 · 
1957 · 
1958 · 
1959 ·
1960 · 
1961 · 
1962 · 
1963 · 
1964 · 
1965 · 
1966 · 
1967 · 
1968 · 
1969 ·
1970 · 
1971 · 
1972 · 
1973 · 
1974 · 
1975 · 
1976 · 
1977 · 
1978 · 
1979 ·
1980 · 
1981 · 
1982 · 
1983 · 
1984 · 
1985 · 
1986 · 
1987 · 
1988 · 
1989 ·
1990 ·
1991 · 
1992 · 
1993 · 
1994 · 
1995 · 
1996 · 
1997 · 
1998 · 
1999 · 
2000 · 
2001 · 
2002 · 
2003 · 
2004 · 
2005 · 
2006 · 
2007 · 
2008 · 
2009 · 
2010 · 
2011 · 
2012 · 
2013 · 
2014 ·
2015 ·
2016 ·
2017 ·
2018 ·
2019 ·
2020 ·
2021 ·
2022 ·
2023
Albanië ·
Algerije ·
Angola ·
Australië ·
België ·
Bolivia ·
Bosnië en Herzegovina · 
Brazilië ·
Bulgarije ·
Canada ·
Chili ·
China ·
Colombia ·
Costa Rica · 
Curaçao ·
Denemarken ·
DDR ·
Duitsland ·
Ecuador ·
Egypte ·
El Salvador ·
Engeland ·
Estland ·
Frankrijk ·
Ghana ·
Griekenland ·
Guatemala ·
Haïti ·
Honduras ·
Hongarije ·
Hongkong ·
Ierland ·
IJsland ·
India ·
Indonesië ·
Irak ·
Iran ·
Israël ·
Italië ·
Ivoorkust ·
Jamaica ·
Japan ·
Joegoslavië ·
Kameroen ·
Kroatië ·
Libië ·
Litouwen · 
Marokko ·
Mexico ·
Nederland ·
Nicaragua ·
Nigeria ·
Noord-Ierland ·
Noorwegen ·
Oostenrijk ·
Panama ·
Paraguay ·
Peru ·
Polen ·
Portugal · 
Qatar ·
Roemenië ·
Rusland · 
Saoedi-Arabië · 
Schotland ·
Servië en Montenegro ·
Singapore ·
Slovenië ·
Slowakije ·
Sovjet-Unie ·
Spanje ·
Trinidad en Tobago ·
Tsjecho-Slowakije ·
Tunesië ·
Uruguay ·
Venezuela ·
Verenigde Arabische Emiraten ·
Verenigde Staten ·
Wales ·
Wit-Rusland · 
Zuid-Afrika ·
Zuid-Korea ·
Zweden ·
Zwitserland
Australië (2022) ·
België (2014) ·
Bosnië en Herzegovina (2014) ·
Brazilië (1982) ·
Brazilië (2005) ·
Denemarken (1995) ·
Duitsland (2006) ·
Duitsland (2014) ·
Frankrijk (2018) ·
Frankrijk (2022) ·
IJsland (2018) ·
Iran (2014) ·
Italië (1982) ·
Ivoorkust (2006) ·
Kroatië (2018) ·
Kroatië (2022) ·
Mexico (2006) ·
Nederland (1978) ·
Nederland (2006) ·
Nederland (2014) ·
Nederland (2022) ·
Nigeria (2010) ·
Nigeria (2014) ·
Nigeria (2018) ·
Saoedi-Arabië (1992) ·
Saoedi-Arabië (2022) · 
Servië en Montenegro (2006) ·
West-Duitsland (1986) · West-Duitsland (1990) ·
Zwitserland (2014)
1. ↑  https://sportnieuws.nl/voetbal/binnenland/terug-naar-messis-1e-keer-nederland-gouden-klomp-en-smikkelen-spekkies-videos/
2. ↑  https://www.fcupdate.nl/voetbalnieuws/1533/rood-voor-messi-bij-debuut/
3. ↑  https://www.volkskrant.nl/sport/achtervolgd-door-de-schaduw-van-het-verleden~be6693a7/
4. ↑  https://www.trouw.nl/nieuws/verzoek-versneld-nederlanderschap-kalou-afgewezen~bdd9d0c5/
5. ↑  https://www.europa-nu.nl/id/vhbeffq35wsj/montenegro
6. ↑  http://news.bbc.co.uk/sport2/hi/football/world_cup_2006/4852660.stm
7. ↑  https://www.nieuwsblad.be/cnt/dmf11062006_050
8. ↑  https://www.fcupdate.nl/voetbalnieuws/33455/van-persie-kritisch-over-robben/
9. ↑  https://www.theguardian.com/football/2006/jun/17/worldcup2006.match4
10. ↑  https://www.youtube.com/watch?v=iBZdcpdxoTA
11. ↑  https://www.trouw.nl/nieuws/kezman-tipt-argentinie-als-wereldkampioen~b4c32619/
12. ↑  https://www.ad.nl/nederlands-voetbal/de-perfecte-vrije-trap-tegen-ivoorkust~a1c77671/#:~:text=Van%20Persie%20haalt%20diep%20adem,raakt%20hij%20de%20bal%20perfect.
13. ↑  https://www.trouw.nl/nieuws/nederland-mag-door-na-2-1-op-ivoorkust~b2ba60d2/